# Ketalazac
A ketalazac (Oncorhynchus keta) a sugarasúszójú halak (Actinopterygii) osztályának lazacalakúak (Salmoniformes) rendjébe, ezen belül a lazacfélék (Salmonidae) családjába tartozó faj.

## Előfordulása
A ketalazac a Jeges-tenger és a Csendes-óceán északi részének parti vizeiben él. Az ázsiai partok mentén a Léna torkolatától Koreáig és Japán északi feléig, az észak-amerikai parti vizekben Colville-től San Franciscóig megtalálható. Állandó populációja él a Fehér-tengerben, ahonnét alkalmilag Izland, Skócia és Dél-Norvégia parti vizeibe is áttéved.

## Megjelenése
A hal teste tömzsi, az idősebb példányok háta magas, faroknyelük karcsú. A hát- és farokúszó között kis zsírúszó van. Hosszú farok alatti úszója 3 osztatlan ízelt sugarú és 10-16 osztott ízelt sugarú. Pikkelyei kicsinyek, 150-160 az oldalvonal mentén. Az első kopoltyúíven 19-25 (többnyire 24) rövid kopoltyútüske van. A tengerben lévő példányok hátoldala a zöldestől a kékesig változik, oldalaik ezüstös színűek. Az ívni készülő hímek háta sötét, olajzöld, testük elülső felén vörös, a hátulsón sötét hosszanti sáv húzódik, ez utóbbi a hát felé foltokban folytatódik. Testhossza 45-90 centiméter, legfeljebb 100 centiméter. Testtömege körülbelül 6 kilogramm.

## Életmódja
A ketalazac vándorhal, amely 3-4 évig, amíg ivarérettségét eléri, a tengerben él. Tápláléka kezdetben apró gerinctelenek, később halak.

## Szaporodása
Augusztus és december között ívik. A nőstény a mederben kotort mélyedésbe testkilogrammonként körülbelül 2000-4500 ikrát rak. A kelési idő 90-130 nap. Az egyéves fiatal halak a tengerbe vonulnak.